# Борькин, Алексей Викторович
Алексе́й Ви́кторович Бо́рькин (род. 16 июня 1996, Вознесенское, Нижегородская область) — российский футболист, нападающий паралимпийской сборной России. Чемпион мира (2015), заслуженный мастер спорта России.
Принимал участие в чемпионате России по мини-футболу 2011 среди юношей.

## Награды
- Заслуженный мастер спорта России.